# Die!
[die!] (en español, “¡muere!”) fue una banda de Neue Deutsche Härte fundada en 1995. La banda se separó en mayo de 2012. Originaria de Bergisch Gladbach, Renania del Norte-Westfalia, Alemania.

## Miembros finales
- Mathias “Matze/Jablonski” Elsholz - Voz (2007-2012)
- George Platen - Guitarra (1995-2012)
- Patrick Fischer - Guitarra (2010-2012)
- Matthias “Mr. Bones” Fieberg - Bajo (2001-2012)
- Patric Busch - Batería (1995-2012)

Miembros pasados:
- Oliver "Olli" Jung - Voz (1995-2007)
- Kai Engel - Voz y teclado (1995-1996)
- Arthur Pucilowski - Bajo (1996-2001)

## Historia
Fue fundada en 1995 por Oliver Jung y Kai Engel, poco después George Platen y Patric Busch se unieron a la banda en 1996, año en que Kai Engel se retiró y dejó a la banda. En el mismo año, encontraron entonces al bajista Arthur Pucilowski. Con él, el grupo trajo en 1998 finalmente lanzaron un EP llamado Schwarz y en el 2000 lanzan su álbum debut al mercado “Schluss Mit Lustig”, el único álbum con Pucilowski, quien dejó la banda en septiembre de 2001. Matthias Fieberg llegó a finales de septiembre de 2001 y completaron el cuarteto. También fueron oficialmente reconocidos entre los 50 mejores nuevos grupos de Alemania, e hicieron apariciones en radio y televisión en 1999. 
En septiembre de 2002, firmó un contrato con la productora ZAP sobre tres canciones. Desde aquí, el trabajo profesional comenzó con el productor Christian Dzida. El resultado fue un CD de muestra titulado “Der Grief- Musikversion”, inspirado en la novela publicada por Wolfgang Hohlbein, en el cual sólo contribuyó con 2 temas: “Wunderschön” y “Kein Ausweg”.
En agosto de 2004, la banda firma con la compañía discográfica “Black Bards Entertainment”. Ya en enero de 2005, se publicó el primer proyecto conjunto, “Machen Bluten Ewig”, para el décimo aniversario de la banda. En el mismo año el grupo comienza a abrir los conciertos del grupo " Megaherz " en apoyo de este álbum. También hicieron conciertos con Oomph!, Crematory, Schandmaul, ASP, Schelmish y otros. Además de esto, la banda celebró el primer lugar en el Top 100 de los gráficos de la revista en línea “Pommesgabel” desde marzo hasta finales de agosto de 2005. Para este álbum, se inspiraron en las historias de autores como Bram Stoker, Wolfgang Hohlbein y Brian Lumley, musicalmente suena como una mezcla entre Rammstein y Megaherz, sin embargo no menos sombría la voz de Oliver Jung dan su propio estilo significativamente. En febrero de 2005, el único sencillo “Geh Mit Mir” fue grabada en colaboración con el famoso productor José Álvarez Brill (Joachim Witt / Peter Heppner, Unheilig, Xandria, Wolfsheim y otros).
En 2006, el grupo lanzó el nuevo álbum “Stigmata”. De repente Oliver Jung, vocalista, deja la banda y es sustituido por Mathias Elsholz, quien se había retirado del grupo Megaherz. Antes de unirse a [die!] participó en la grabación de las canciones del álbum “Stigmata", como “Du Lässt Gehen Dich”, “Tanz Mit Mir” y “Überleben”.
El 23 de octubre de 2009, la banda lanzó el álbum “Still”, el cual fue el primer álbum con Mathias Elsholz en las voces y siendo el último de la banda en ser publicado.
En 2010, el grupo había anunciado estar de vuelta en el estudio para grabar un nuevo álbum, pero en mayo de 2012, el cantante Mathias Elsholz, Patrick Fischer y Patric Busch dan su salida de la banda y poco después Mathias Fieberg. Patric Busch comento en una entrevista que "fueron diferencias personales" como razón para dar disolución.

## Discografía

### Álbumes
- Schluss Mit Lustig (23 de septiembre de 2000) - Lanzamiento propio
- Manche Bluten Ewig (17 de enero de 2005) - Black Bards Entertainment
- Stigmata (12 de septiembre de 2006) - Black Bards Entertainment
- Still (23 de octubre de 2009) - Echozone / Sony

### EP
- Schwarz (31 de enero de 1998) - Lanzamiento propio

### Sencillos
- Geh Mit Mir (febrero de 2005)

### Videografía
- Geh Mit Mir
- Schöner Schein
- Alles In Einen Topf
- Presa Presa
- Kadavergehorsam
- Teufelswerk
- Prügelknabe
- Jeder mit Jedem